# اتحاد مجتمعات كردستان
اتحاد مجتمعات كردستان ((بالكردية: Koma Civakên Kurdistanê)‏ KCK) هي منظمة سياسية كردية ملتزمة بتنفيذ أيديولوجية عبدالله أوجلان للكونفدرالية الديمقراطية. تعمل المنظمة أيضًا كمجموعة شاملة لجميع الأحزاب السياسية الكونفدرالية الديمقراطية في كردستان الكبرى، بما في ذلك حزب العمال الكردستاني (PKK) وحزب الاتحاد الديمقراطي (PYD) وحزب الحياة الحرة الكردستانية (PJAK) وحزب الحل الديمقراطي الكردستاني (باديك).

## التشكل

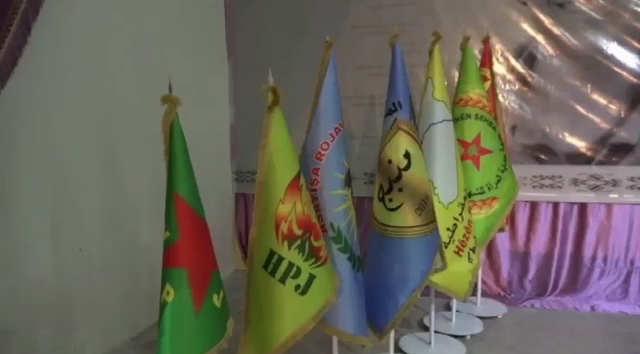
أعلام عدة مجموعات تابعة لـ KCK خلال مؤتمر في كوباني ، 2017

على الرغم من أن عبد الله أوجلان هو قائد المجموعة التمثيلي، إلا أنه بسبب سجنه، يقود المنظمة مجلس يسمى `` المؤتمر الشعبي الكردستاني '' (Kongra-Gel)، والذي يعمل بمثابة الهيئة التشريعية للمجموعة. رئيس Kongra-Gel هو زبير أيدر. تنتخب الجمعية مجلسا تنفيذيا من 31 عضوا. أول رئيس لهذا المجلس التنفيذي كان مراد كاريلان، بينما كان جميل باييك نائب رئيس المجلس التنفيذي.  في الجمعية العامة لحزب العمال الكردستاني في يوليو 2013، أعيدت هيكلة القيادة التنفيذية لـ KCK. وبدلاً من الوضع القديم لرئيس واحد، تم تنفيذ نظام الرئاسة المشتركة المزدوجة، مع تخصيص أحدهما للرجل والآخر للمرأة. تولى جميل بايك وبيز هوزات هذه المناصب الجديدة، في حين تم تعيين كارايلان قائدا عاما لقوات الدفاع الشعبي (HPG)، الجناح المسلح الرسمي لحزب العمال الكردستاني.
هناك العديد من الأقسام الفرعية لـ KCK: المركز الإيديولوجي، المركز الاجتماعي والثقافي، المركز السياسي، مركز البيئة، المركز الاقتصادي ومركز المجتمع الحر. يحتوي كل مركز على العديد من اللجان المسؤولة عن تنفيذ قرارات Kongra-Gel. هناك أيضا مركز حماية الشعوب المستقلة الذي
وفقًا للمادة 21 من تفاصيل عقد KCK ، فإن التجمعات الإقليمية الإقليمية تتوافق مع الخصائص الجغرافية والإثنية الثقافية للبلدان التي تعمل فيها. في نطاق تشكيل KCK ، تم تقسيم تركيا إلى أربع مناطق-أقاليم. هذه هي، تشوكوروفا (إحدى المقاطعات في الجزء الشرقي من البحر الأبيض المتوسط لتركيا)، وعميد (في ديار بكر، إحدى المقاطعات في جنوب شرق الأناضول)، وسرهات (إرزوروم، إحدى المقاطعات في الجزء الشرقي من تركيا) ومنطقة بحر إيجه. هناك أيضًا تجمعات حضرية، وتشكيلات تتبع المجالس الشعبية التي تعمل في المدن، ومنظمات المدن والأحياء التي هي المجموعات التي تنفذ الأعمال في المدن والأحياء.

## العقيدة
تم وصف فلسفة KCK في مقدمة الاتفاقية (sözleşme) التي قبلها المؤتمر الشعبي الكردستاني (Kongra-Gel) في 17 مايو 2005. كتبه زعيم حزب العمال الكردستاني عبد الله أوجلان في 20 مارس 2005. بعد أن وصف الحاجة إلى كونفدرالية ديمقراطية.
عبد الله أوجلان دعا إلى تطبيق «الديمقراطية الراديكالية» في KCK. مورات كارايلان، رئيس KCK بعد أوجلان، شرح مبدأ الديمقراطية الفيدرالية في كتابه Bir Savaşın Anatomisi .
تعتمد إيديولوجية الكونفدرالية الديمقراطية بشكل كبير على نظريات البلدية الليبرالية، الإيكولوجيا الاجتماعية، والشيوعية التي طورها الأناركي والفيلسوف الأمريكي موراي بوكشين، الذي قرأ أعماله أوجلان وكيفها مع الحركة الكردية في أوائل عام 2000 أثناء وجوده في السجن. حتى أن أوجلان وصف نفسه بأنه «طالب» بوكشين، وأشاد حزب العمال الكردستاني بالمفكر الأمريكي بأنه «أحد أعظم علماء الاجتماع في القرن العشرين» عندما توفي في عام 2006.

### التمثيل السياسي
بالإضافة إلى حزب العمال الكردستاني، تنشط الأحزاب السياسية مثل PJAK (Partiya Jiyana Azad a Kurdistanê - حزب الحياة الحرة في كردستان بالكردية) في إيران وPYD (Partiya Yekiti a Demokratik - حزب الاتحاد الديمقراطي، باللغة الكردية) نشطة في سوريا، وكذلك منظمات المجتمع المدني. في العراق، يُدعى الحزب PADD (Partiya Çaresera Demokratik كردستان - حزب الحل الديمقراطي الكردستاني، باللغة الكردية). 

## مركز حماية الشعوب
هذا المركز مسؤول عن منح التدريب للقوات المسلحة من أجل توفير الأمن لمواطني المجتمعات الكردستانية KCK.
بعض القوات المسلحة داخل KCK هي قوات الدفاع الشعبي (HPG) ووحدات النساء الأحرار (YJA) ووحدات الحماية المدنية (YPŞ)  ووحدات حماية الشعب (YPG) ووحدات حماية النساء (YPJ).

## التاريخ

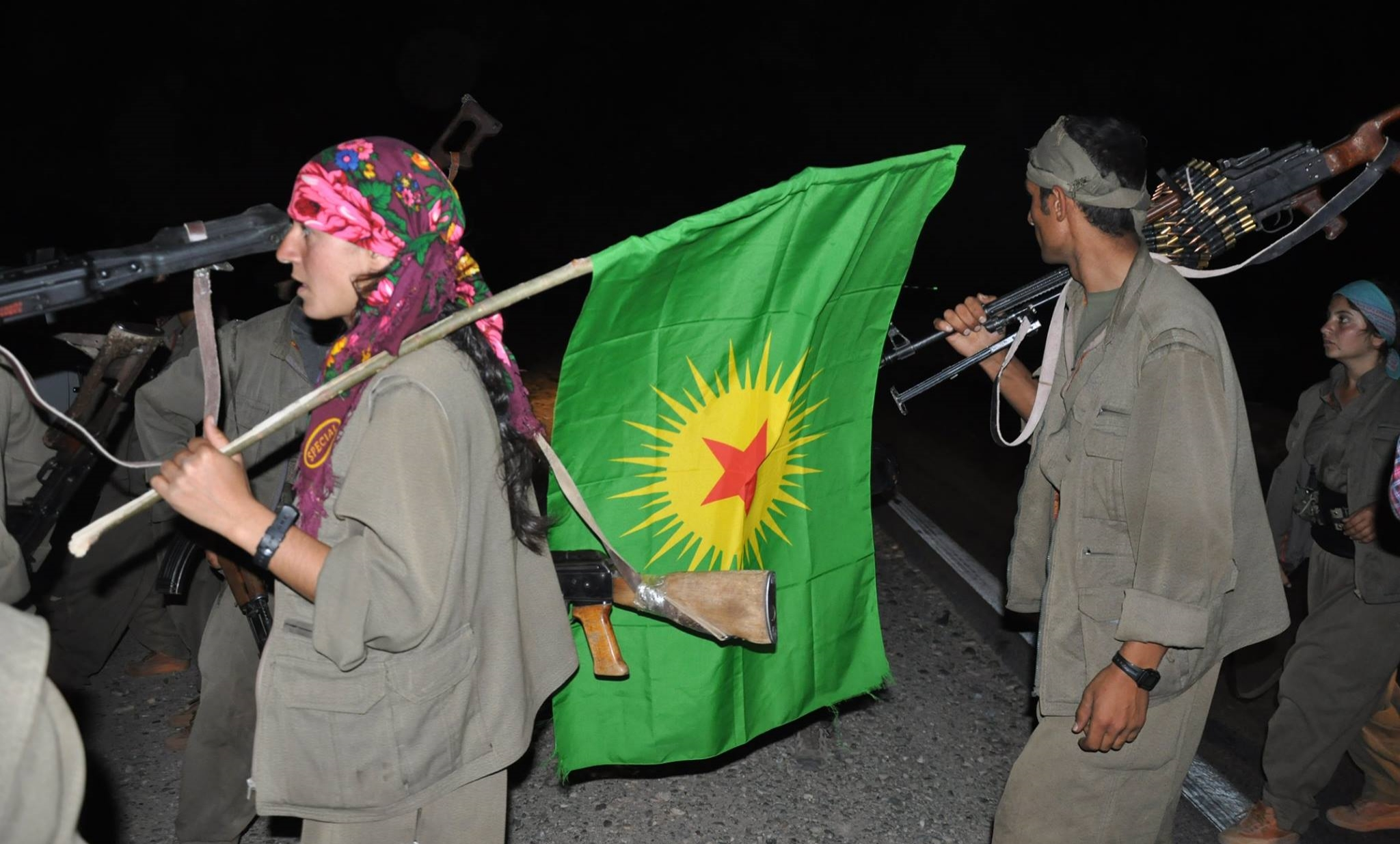
مقاتلو حزب العمال الكردستاني بعلم KCK في كركوك ، 2014

تم اقتراح فكرة KCK في المؤتمر الخامس لـ Kongra-Gel (Kongra Gelê كردستان - المؤتمر الشعبي الكردستاني) الذي عقد في قنديل في مايو 2007، وحل محل KKK ، التي كانت موجودة منذ عام 2005. تم تأسيس KKK ، التي ترمز إلى Koma Komalên كردستان ، في المؤتمر الثالث لـ Kongra-Gel في قنديل مع 236 مندوبًا في مايو 2005، وفقًا لمفهوم اوجلان للكونفدرالية الديمقراطية. في المؤتمر الثالث لـ Kongra-Gel ، الذي تم فيه إنشاء KKK ، حدد المخطط التنظيمي مجلس رئاسة Kongra-Gel من خمسة أفراد، وأحد عشر لجنة دائمة، ومحكمة عدل من سبعة أفراد، ورئاسة المجلس التنفيذي KKK من سبعة افراد. في هذا المؤتمر الثالث، تم تعيين زوبير ايدار رئيس Kongra-Gel ، وتم تعيين مورات كارايلان كرئيس للمجلس التنفيذي KKK.
في مايو 2007، في المؤتمر الخامس في قنديل حضره 213 عضوا يمثلون الأكراد في تركيا وإيران وسوريا والعراق والخارج، تم تغيير اسم KKK إلى KCK. تم تصوير KCK كمنظمة جامعة تغطي أكراد تركيا وإيران والعراق وسوريا، على عكس منظمة KKK التي تركز على تركيا. 

## اعتقالات وقضايا
بين أبريل 2009 وأكتوبر 2010، اعتقلت تركيا حوالي 1800 شخص بتهمة الانتماء إلى KCK / TM. كان معظمهم سياسيين نشطين في حزب المجتمع الديمقراطي (DTP) الذي أغلق آنذاك أو حزب السلام والديمقراطية (BDP). كما كان من بين المعتقلين النقابيون والمدافعون عن حقوق الإنسان.
في بداية أكتوبر / تشرين الأول 2011، كان هناك 7,748 حالة اعتقال منذ أبريل / نيسان 2009، منهم 3,895 مشتبهاً به تم وضعهم قيد الاحتجاز السابق للمحاكمة. تم الإبلاغ عن 4,148 حالة اعتقال في الأشهر الستة الماضية فقط، مما أدى إلى 1,548 أمر اعتقال. في رد على التقرير المرحلي للاتحاد الأوروبي في 12 أكتوبر 2011،  أعلنت وزارة الداخلية التركية في 14 أكتوبر 2011 أن ما مجموعه 605 شخصًا يشتبه في انتمائهم إلى KCK ظلوا رهن الاحتجاز السابق للمحاكمة. بحلول يوليو 2012، حدد منتدى تركيا الديمقراطي 54 محاكمة ضد أعضاء مزعومين في KCK ، تضم 1818 متهمًا، حوالي 800 منهم قيد الاحتجاز السابق للمحاكمة. يؤدي إحصاء مختلف لعمليات الاعتقال إلى تقدير 4,250 حالة اعتقال و 2,400 حالة اعتقال خلال ثلاث سنوات. 
تم اتهام معظم المشتبه بهم بالانتماء إلى منظمة غير قانونية بموجب المادة 314 من قانون العقوبات التركي. تجري محاكم عقوبات ثقيلة خاصة في مدن مختلفة مثل إزمير، أضنة، أرضروم وديار بكر ومحاكمات ضد مجموعات من مدن مختلفة.

## نقد الإجراءات القضائية
أثارت المحاكمات سلسلة من مخاوف المحاكمة العادلة الشائعة في القضايا المتعلقة بتهم الإرهاب، بما في ذلك الاحتجاز المطول قبل المحاكمة والقيود المفروضة على وصول المتهمين ومحاميهم إلى الأدلة ضدهم. الاستخدام المتكرر للاعتقالات بدلاً من الإشراف القضائي، والوصول المحدود إلى الملفات، وعدم إعطاء أسباب تفصيلية لقرارات الاعتقال ومراجعة هذه القرارات، يبرز الحاجة إلى جعل نظام العدالة الجنائية التركي متماشياً مع المعايير الدولية وتعديل قانون مكافحة الإرهاب. يشكل اعتقال الممثلين المنتخبين تحدياً للحكومة المحلية ويعيق الحوار بشأن القضية الكردية. تستند الأدلة ضد المتهمين إلى حد كبير على التنصت على المكالمات الهاتفية، ومراقبة مكتب بعض المتهمين الذين يتردد عليهم، ومراسلات البريد الإلكتروني التي تم اعتراضها، وشهادة من شهود سريين. ومع ذلك، هناك أدلة قليلة تشير إلى أن المتهمين المتورطين في أي أعمال يمكن تعريفها بالإرهاب كما هو مفهوم في القانون الدولي. وكثيراً ما استندت المحاكمات المرفوعة بموجب قانون مكافحة الإرهاب إلى شهادات شهود سرية لا يمكن لمحامي الدفاع فحصها. في 15 أبريل 2011، أصدرت المنصة المشتركة لحقوق الإنسان (التي شكلتها جمعية حقوق الإنسان (HRA)، ورابطة مواطني هلسنكي والفرع التركي لمنظمة العفو الدولية) تقريرًا عن المحاكمة في ديار بكر. وخلصت إلى أن الدفاع عن حقوق الإنسان مهدد بإجراء تحقيقات جنائية، وأن المتهم لا يستطيع استخدام لغته الأصلية. وأن خصوصية الاتصال كانت تحت التهديد.

## روابط خارجية
- لائحة الاتهام الأولى ضد KCK باللغة التركية ، تم الوصول إليها في 21 أكتوبر 2010. في تاريخ 25 مايو 2009 وتم توجيهه ضد متهم واحد فقط، هو سردار زيريتش، الذي هو الآن المدعى عليه رقم 154 في المحاكمة الرئيسية ضد أعضاء KCK في ديار بكر التي بدأت في 18 أكتوبر 2010.
- لائحة الاتهام للمحاكمة الرئيسية في إسطنبول (لائحة الاتهام كملف PDF)[وصلة مكسورة] أو كملف Word (DOCX)
- منتدى تركيا الديمقراطي (DTF): معلومات أساسية عن منظمة مجتمعات كردستان، KCK